# Sea Forest Waterway
Il Sea Forest Waterway (海の森水上競技場?, Umi-no-mori suijō kyōgi-jō) è un campo di regata situato sull'isola artificiale Central Breakwater, nella baia di Tokyo, e realizzato in occasione dei Giochi della XXXII Olimpiade.

## Storia
I lavori di costruzione dell'impianto sono iniziati nel novembre 2016 e hanno interessato il canale situato tra le due isole del Central Breakwater. I lavori sono terminati nella prima metà del 2019 e il 18 giugno è avvenuta l'inaugurazione dell'impianto, presenziata dal presidente della FISA Jean-Christophe Rolland. Tra il 7 e l'11 agosto 2019 la struttura ha ospitato le gare dei 2019 World Rowing Junior Championships come test pre-olimpico.
Dopo uno slittamento di un anno a causa della pandemia di COVID-19, tra il 23 e il 30 luglio e tra il 2 e il 7 agosto 2021 l'impianto ha ospitato rispettivamente le gare di canottaggio e di canoa/kayak velocità dei Giochi della XXXII Olimpiade. Dal 27 al 29 agosto e dal 2 al 4 settembre hanno invece avuto luogo rispettivamente le gare di canottaggio paralimpico e di canoa paralimpica dei XVI Giochi paralimpici estivi.

## Caratteristiche
Il campo di regata è separato dal resto della baia di Tokyo da due paratoie posizionate a ciascuna delle estremità, che servono a ridurre al minimo il moto ondoso e a mantenere costante la profondità dell'acqua a circa 6 metri. Il percorso è lungo 2 335 m e largo 198 m; sono presenti 8 corsie, ciascuna larga 12,5 m. Durante i giochi olimpici e paralimpici la struttura sarà in grado di ospitare fino a 16 000 spettatori. Al termine dei giochi l'impianto sarà utilizzato anche come area ricreativa e la capienza verrà ridotta a 2 000 spettatori.